# Сецех (пфальц-граф)

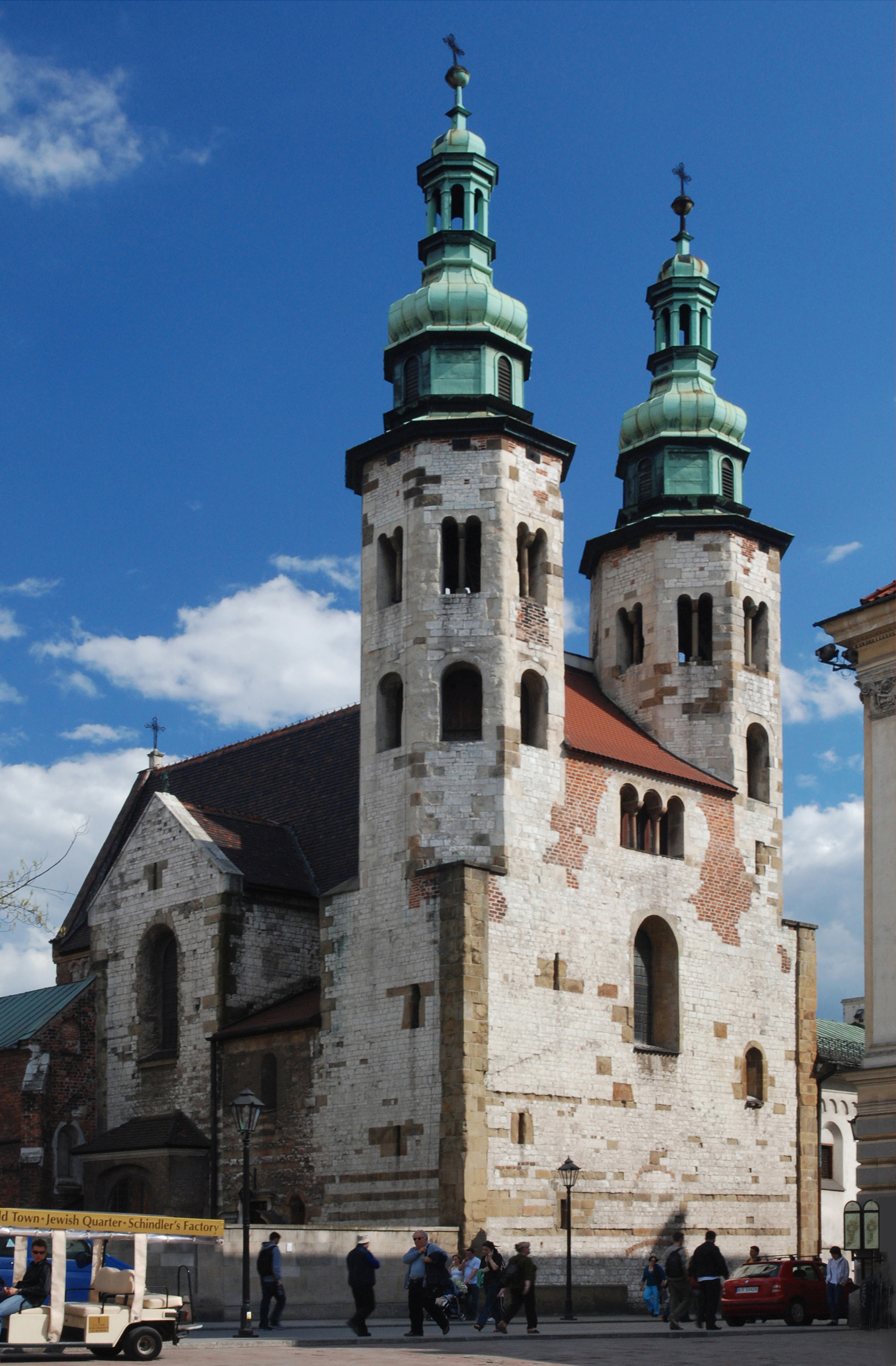
Фінансується пфальц-графом Сецехом, церква св. Андрія у Кракові

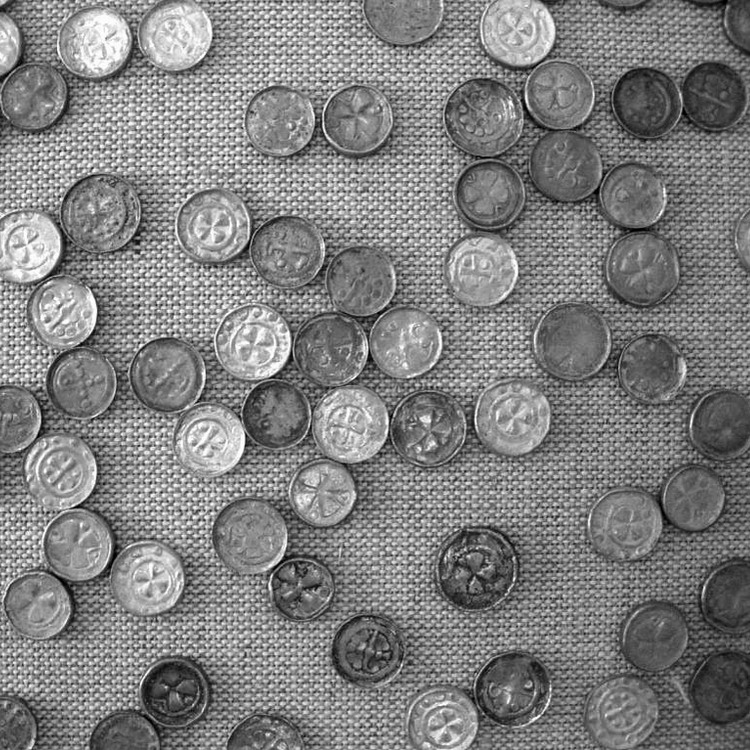
Скарб зі Слушкува, динари Сецеха

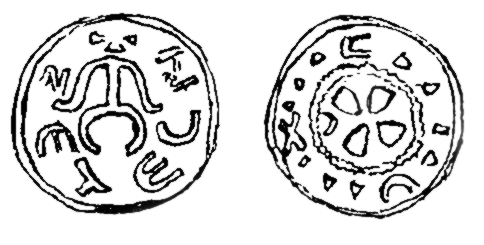
Денар із хрестом «кавалерії» Сецеха

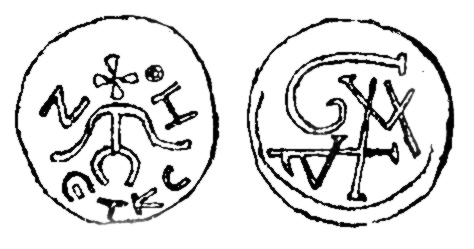
Денар із передбачуваною монограмою Сецеха

Сецех — малопольський можновладець із родини Старжів-Топорчиків. Жив на рубежі XI—XII століття. Палатин Владислава Германа у 1080—1100 роках.
Суперечлива постать середньовічної Польщі. Сецех є другим (після Мецлава) задокументованим вельможею з-поза династичних кругів, що своїми діями прагнув до явного перейняття влади в Польщі.

## Політична діяльність Сецеха
При народження отримав ім'я Сецех.
Під час свого повноваження пфальцґрафа (1080—1100) він, ймовірно, сприяв вигнанню короля Болеслава Сміливого в 1079 р. (після того, як той стратив єпископа Станіслава), посилюючи свій вплив на князівському дворі Владислава Германа. Пфальцґраф володів княжим двором та титулом, за відсутності правителя виконував найвищі військові та державні функції. В його амбіціях досягнути князівського титулу йому допомагала Юдіт Марія, дружина Германа. Вона, ймовірно, була коханкою Сецеха. До найвищих державних гідностей підносив також своїх поплічників.
Насправді пфальцґраф правив князівством; карбував власну монету; був першим опікуном Болеслава Кривовустого. Владислав став залежним від свого прихильника, якому він, можливо, завдячував піднесенням на трон. У діяльності Сецеха значну роль відігравали такі риси, як честолюбство, потяг до влади та бажання розбагатіти. Для досягнення своїх цілей пфальцґраф зміг використовувати насильницькі засоби, щоб дати йому можливість довгострокової влади в країні.
У 1090 році Сецех за допомогою свого лицарства освоїв і приєднав Східну Померанію. Натхненна ним експансія призвела до короткочасного контролю над Накло, Чарнковом, Вишогродом та Свеце. Розмістив польські екіпажі у великих твердинях. Інші спалили. Через кілька місяців місцеві еліти повстали, що призвело до відновлення суверенітету східнопоморських земель.
У першій половині 90-х у XI столітті Сецех розпочав репресії щодо вельмож, а саме продавання у рабство, усунення з посад, вироки та заслання. Внаслідок дій пфальцґрафа відбулася масова політична еміграція з Польщі в Чехію. У відповідь на агресивні дії Сецеха, силезькі вельможі (опозиціонери) викрали і привезли в 1093 році на батьківщину Збігнева, первістка сина Владислава Германа. Допомогу в доведенні Збігнева до Князівства надав Бжезислав II, князь Чехії. Молодий принц та політичні емігранти прибули до Вроцлава, де спочатку він був під сильним впливом опозиційної аристократії. Притулок первородному надав каштелян вроцлавський Магнус. Герман вважав це змовою силезьких вельмож. Він вирушив до Вроцлава з угорською їжею. Під час невдалого втручання Германа та після нелояльних дій угорців, які викрали Сецеха та Болеслава Кривовуста, польський князь був змушений визнати первородного сина своїм законним наступником.
Виданий 1093 року акт про законність надав старшому сину право походження та успадкування престолу. Після втечі Сецеха і Болеслава з-під варти, за розпорядженням пфальцґрафа була організована експедиція в Сілезію і Куявію, щоб скасувати закон про легітимацію. Після програшу в битві при Гопло в 1096 році Збігнев був ув'язнений, а потім — через втручання єпископів у травні 1097 або 1099 років — був звільнений. Повернені йому були також втрачені права.
Виявивши справжні наміри Сецеха та Юдити Марії — Збігнев уклав угоду з підлітком Болеславом. Обидва брати наполегливо вимагали передання їм правління. Герман погодився розділити свої домени на округи. Болеслав отримав Малопольську, Сілезію, любуську землю із західним відрізком Великопольщі, що сягав межі Померанії. Збігнев, натомість, отримав Велику Польщу (включаючи Гнєзно), Куяви, лечицькі землі, серадські і Мазовію (разом з Плоцком). Однак Мазовія з садибою в Плоцьку залишилися під владою Германа, як і основні замки в районі Болеслава, тобто Вроцлав, Краків та Сандомир.
Розподіл держави та допуск синів Германа до співвладарювання стурбували Сецеха. Пфальцґраф розпочав підготовку до розправи з братами. Він знав, що поділ країни на райони може послабити її позиції. Він продовжував заповнювати посади своїми людьми в молодших округах, що, керуючи центральною адміністрацією, спричинило ілюзорний поділ Князівства  .
Болеслав та Збігнев, почувши про конфлікт що насувається, вирішили створити опозиційну коаліцію. Це сталося на мітингу, організованому у Вроцлаві з ініціативи шляхетного польського можновладця Скарбімира. Було вирішено усунути нинішнього опікуна Болеслава Войслава (родича Сецеха) та організувати експедицію проти пфальцґрафа. У 1099 р. повстанська опозиція вступила в сутичку з армією Германа і Сецеха поблизу Жарновця над Пілицею. Повстанці виграли битву, а князь Владислав погодився назавжди усунути Сецеха із займаної ним посади.
Через кілька місяців опозиційні сили проти пфальцґрафа були спрямовані в напрямку Сецехува, де він ховався. Несподівано Герман з невеликим військом прийшов на допомогу оточеному. У цій ситуації юніори вирішили позбавити Германа влади. Конфлікт стався поблизу Плоцька. Герман, після поразки у битві, зобов'язався вигнати Сецеха із країни. На рубежі 1100/1101 років пфальцґраф залишив Польщу, вирушивши до німецьких земель. Повернувся в країну через кілька років, але в Князівстві Польському він більше не грав жодної ролі. Ймовірно, він був осліплений.

## Монети пфальцґрафа
Завдяки пфальцґрафа Сецеха викарбовано перші приватні монети в Польщі. Відомо два типи монет пфальцґрафа (хоча в минулому було обчислено їх більше, неправильно зараховуючи іноземні монети як його монетну діяльність). Обидва несуть в аверсному полі знак воєводи та легенду про ZETECH (Сецех), який, мабуть, є другим найдавнішим пам'ятником польської літератури (і перше ім'я, яке дається польською мовою). Ці монети, ймовірно, карбувались в Сецехув та в другому монетному дворі поблизу Кракова в період 1090—1100 роках. Найбільша колекція динарів Сецеха (122 екземпляри зі 150 відомих взагалі) зі скарбу, виявленого в 1935 році зі Слушкова, знаходиться в районному музеї Калішської області в Каліші.